# 1984年の日本公開映画
- 映画 > 映画の一覧 > 年度別日本公開映画 > 1984年の日本公開映画
- 映画 > 1984年の映画 > 1984年の日本公開映画

1984年の日本公開映画（1984ねんのにほんこうかいえいが）では、1984年（昭和59年）1月1日から同年12月31日までに日本で商業公開された映画の一覧を記載。作品名の右の丸括弧内は製作国を示す。
記載の凡例については年度別日本公開映画#凡例を参照

## 作品一覧

### 1月
- 2日
  - 廃市 ( 日本)
- 14日
  - ザ・デイ・アフター ( アメリカ合衆国)
  - 序の舞 ( 日本)
  - ストローカーエース ( アメリカ合衆国)
  - ニール・サイモンのキャッシュマン ( アメリカ合衆国)
  - メル・ブルックス/珍説世界史PARTI ( アメリカ合衆国)
  - ヨーロッパ特急 ( 日本)
- 21日
  - コヤニスカッティ ( アメリカ合衆国)
- 28日
  - デビルゾーン ( アメリカ合衆国)

### 2月
- 11日
  - うる星やつら2 ビューティフル・ドリーマー ( 日本)
  - 水滸伝 ( イギリス領香港)
  - すかんぴんウォーク ( 日本)
  - 地平線 ( 日本)
  - 綿の国星 ( 日本)
- 18日
  - AGAIN アゲイン ( 日本)
  - 銀河伝説クルール ( イギリス/ アメリカ合衆国)
  - トワイライトゾーン/超次元の体験 ( アメリカ合衆国)
- 25日
  - 愛と追憶の日々 ( アメリカ合衆国)
  - ヴァーリア!愛の素顔 ( ソビエト連邦)
  - プロジェクトA ( イギリス領香港)

### 3月
- 3日
  - 少林寺2 ( イギリス領香港/ 中国)
  - 猛獣大脱走 ( イタリア)
- 4日
  - 冒険者たち ガンバと7匹のなかま ( 日本)
- 10日
  - サハラ ( アメリカ合衆国)
  - 少年ケニヤ ( 日本)
- 11日
  - 風の谷のナウシカ ( 日本)
    - 名探偵ホームズ ( 日本)

  - 超人ロック ( 日本)
    - 未来少年コナン特別編 巨大機ギガントの復活 ( 日本)
- 17日
  - ウルトラマンZOFFY ウルトラの戦士VS大怪獣軍団 ( 日本)
    - ウルトラマンキッズ M7.8星のゆかいな仲間 ( 日本)

  - おしん ( 日本)
  - さよならジュピター ( 日本)
  - ジョーズ3 ( アメリカ合衆国)
  - ドラえもん のび太の魔界大冒険 ( 日本)
    - 忍者ハットリくん+パーマン 超能力ウォーズ ( 日本)

  - パンツの穴 ( 日本)
- 26日
  - エレンディラ ( フランス)
- 30日
  - サン・スーシの女 ( フランス /  西ドイツ)
- 31日
  - 殺意の香り ( アメリカ合衆国)

### 4月
- 6日
  - ハンガー ( イギリス)
- 7日
  - クジョー ( アメリカ合衆国)
  - ロマンチック・コメディ ( アメリカ合衆国)
- 14日
  - F2グランプリ ( 日本)
  - 彩り河 ( 日本)
  - 人魚伝説 ( 日本)
  - 空海 ( 日本)
  - ブレインストーム ( アメリカ合衆国)
  - ダーティハリー4 ( アメリカ合衆国)
- 28日
  - スカーフェイス ( アメリカ合衆国)
  - 愛のイエントル ( アメリカ合衆国)
  - スター80 ( アメリカ合衆国)
  - プレイボーイ・コレクション／PARTI フランシス／PARTII ビーナス ( イギリス)
  - 海燕ジョーの奇跡 ( 日本)
  - ウインディー ( 日本)
  - 元祖!迷プレ珍プレ大百科 アメリカン・ブルーパーズ2 ( 日本)

### 5月
- 12日
  - クリスティーン ( アメリカ合衆国/ ポーランド)
  - 化粧 ( 日本)
  - 成龍拳 ( イギリス領香港)
  - ビリー・ミルズ奇跡に挑んだ青春 ロンリーウェイ ( カナダ)
  - A Y.M.O. FILM PROPAGANDA ( 日本)
  - 魔女卵 ( 日本)
- 19日
  - カリブの熱い夜 ( アメリカ合衆国)
  - チーちゃんごめんね ( 日本)
  - メル・ブルックスの大脱走 ( アメリカ合衆国)
- 26日
  - スペース・パイレーツ ( アメリカ合衆国)
  - 晴れ、ときどき殺人 ( 日本)
  - ミスター・マム ( アメリカ合衆国)
  - 湯殿山麓呪い村 ( 日本)

### 6月
- 2日
  - 地獄の7人 ( アメリカ合衆国)
  - テックス ( アメリカ合衆国)
- 9日
  - 海辺のホテルにて ( フランス)
  - スタートレックIII ミスター・スポックを探せ! ( アメリカ合衆国)
  - 月の夜 星の朝 ( 日本)
  - 天国の駅 HEAVEN STATION ( 日本)
  - トロピカルミステリー 青春共和国 ( 日本)
  - バイオレント・サタデー ( アメリカ合衆国)
- 16日
  - 必殺! THE HISSATSU ( 日本)
- 23日
  - カメレオンマン ( アメリカ合衆国)
  - カルメンという名の女 ( フランス)
  - 逆噴射家族 ( 日本)
  - 瀬戸内少年野球団 ( 日本)
  - ホリデーロード4000キロ ( アメリカ合衆国)

### 7月
- 7日
  - インディ・ジョーンズ/魔宮の伝説 ( アメリカ合衆国)
  - 刑事物語3 潮騒の詩 ( 日本)
- 13日
  - 再会の時 ( アメリカ合衆国)
- 14日
  - 愛情物語 ( 日本)
  - アニメちゃん ( 日本)
  - ウルトラマン物語 ( 日本)
  - 危険な年 ( オーストラリア)
  - ザ・キープ ( イギリス)
  - 13日の金曜日完結編 ( アメリカ合衆国)
  - スクラップ・ストーリー ある愛の物語 ( 日本)
  - スーパーガール ( イギリス)
  - グレイストーク ターザンの伝説 ( イギリス)
  - 東映まんがまつり
    - キン肉マン ( 日本)
    - 超電子バイオマン ( 日本)
    - 宇宙刑事シャイダー ( 日本)
    - The・かぼちゃワイン ニタの愛情物語 ( 日本)

  - メイン・テーマ ( 日本)
- 21日
  - 超時空要塞マクロス 愛・おぼえていますか ( 日本)
  - BIRTH ( 日本)
  - ランブルフィッシュ ( アメリカ合衆国)
  - SF新世紀レンズマン ( 日本)
- 28日
  - フットルース ( アメリカ合衆国)

### 8月
- 4日
  - 男はつらいよ 夜霧にむせぶ寅次郎 ( 日本)
  - コータローまかりとおる! ( 日本)
  - 五福星 ( イギリス領香港)
  - シルクロードの少年 ぼくの旅立ち ( ソビエト連邦)
  - 地球物語 テレパス2500 ( 日本)
- 11日
  - キング・オブ・デストロイヤー/コナンPART2 ( アメリカ合衆国)
  - ストリート・オブ・ファイヤー ( アメリカ合衆国)
  - 零戦燃ゆ ( 日本)
  - ロマ・忘れられた友 ( ソビエト連邦)
- 18日
  - 王者のためのアリア ( ポーランド)
- 24日
  - ザ・ライダー ( イギリス)
- 25日
  - ナチュラル ( アメリカ合衆国)
  - 甦るヒーロー 片山敬済 ( 日本)

### 9月
- 1日
  - 北の螢 ( 日本)
  - 食人大統領アミン ( イギリス)
  - テスタメント ( アメリカ合衆国)
- 8日
  - さらば箱舟 ( 日本)
  - スプラッシュ ( アメリカ合衆国)
  - ホットドッグ ( アメリカ合衆国)
  - ライトスタッフ ( アメリカ合衆国)
- 15日
  - アモク ( モロッコ/ ギニア/ セネガル)
  - 五つの夜に ( ソビエト連邦)
  - 気球の8人 ( イギリス/ アメリカ合衆国)
  - 殺したいほど愛されて ( アメリカ合衆国)
  - タイトロープ ( アメリカ合衆国)
- 29日
  - エマニュエル ( アメリカ合衆国)
  - ダイナー ( アメリカ合衆国)
  - フォート・サガン ( フランス)
  - 湾岸道路 ( 日本)

### 10月
- 6日
  - おはん ( 日本)
  - 上海バンスキング ( 日本)
  - ワンス・アポン・ア・タイム・イン・アメリカ ( アメリカ合衆国)
  - ポリスアカデミー ( アメリカ合衆国)
  - 恋のスクランブル ( アメリカ合衆国)
- 10日
  - 麻雀放浪記 ( 日本)
  - いつか誰かが殺される ( 日本)
- 13日
  - 特別な一日 ( イタリア)
- 20日
  - ロマンシング・ストーン 秘宝の谷 ( アメリカ合衆国)
- 27日
  - ブレスレス ( アメリカ合衆国)
  - フィラデルフィア・エクスペリメント ( アメリカ合衆国)

### 11月
- 3日
  - エレクトリック・ドリーム ( アメリカ合衆国/ イギリス)
  - 欲望のあいまいな対象 ( フランス/ スペイン)
- 10日
  - 影の私刑 ( アメリカ合衆国)
- 15日
  - 愛しき日々よ ( 日本)
- 17日
  - お葬式 ( 日本)
  - 海に降る雪 ( 日本)
  - ザ・オーディション ( 日本)
  - リック・スプリングフィールドのハード・ツー・ホールド ( アメリカ合衆国)
- 23日
  - アイスマン ( アメリカ合衆国)
  - 人蛇大戦 蛇 ( 台湾)

### 12月
- 2日
  - ゴーストバスターズ ( アメリカ合衆国)
- 4日
  - アギ 鬼神の怒り ( 日本)
- 8日
  - グレムリン ( アメリカ合衆国)
- 15日
  - ゴジラ ( 日本)
  - スパルタンX ( イギリス領香港)
  - Wの悲劇 ( 日本)
  - 天国にいちばん近い島 ( 日本)
  - ヘブンリー・ボディーズ ( カナダ /  アメリカ合衆国)
  - 若き勇者たち ( アメリカ合衆国)
- 22日
  - 生徒諸君! ( 日本)
  - D.C.キャブ ( アメリカ合衆国)
  - 東映まんがまつり
    - キン肉マン 大暴れ!正義超人 ( 日本)
    - Dr.スランプ アラレちゃん ほよよ!ナナバ城の秘宝 ( 日本)
    - 宇宙刑事シャイダー 追跡!しぎしぎ誘拐団 ( 日本)

  - ドーバー海峡殺人事件 ( イギリス)
  - ヤァ!ブロード・ストリート ( イギリス)
  - ラ・パロマ ( スイス /  フランス)
- 28日
  - 男はつらいよ 寅次郎真実一路 ( 日本)
  - ねずみ小僧怪盗伝 ( 日本)